# Манаксур
Манаксур — река в России, протекает в Кичменгско-Городецком районе Вологодской области. Устье реки находится в 9 км по левому берегу реки Шарженьга. Длина реки составляет 15 км.
Исток реки находится на Северных Увалах в болотах в 15 км к северо-востоку от села Кичменгский Городок. Генеральное направление течения — юго-запад, русло сильно извилистое. Верхнее и среднее течение проходит по ненаселённому холмистому лесному массиву. В нижнем течении протекает близ деревни Горбово, ниже которой впадает в Шарженьгу.

## Данные водного реестра
По данным государственного водного реестра России и геоинформационной системы водохозяйственного районирования территории РФ, подготовленной Федеральным агентством водных ресурсов:
- Бассейновый округ — Двинско-Печорский;
- Речной бассейн — Северная Двина;
- Речной подбассейн — Малая Северная Двина;
- Водохозяйственный участок — Юг;
- Код водного объекта — 03020100212103000010927.